# Juan Félix Erezuma
Juan Félix Erezuma Uriarte (Guernica, 23 de mayo de 1963-Llissá de Munt, 30 de mayo de 1991) fue un terrorista español que, integrado en el comando Barcelona de la banda Euskadi Ta Askatasuna, participó, entre otros, en el atentado de Sabadell de 1990, con seis agentes del Cuerpo Nacional de Policía muertos, y también en el perpetrado contra la casa cuartel de Vich de 1991, en el que murieron diez personas y otras 44 resultaron heridas.

## Biografía
Después de perpetrar el atentado de Hipercor, en el que fallecieron veintiuna personas, el comando Barcelona de Euskadi Ta Askatasuna (ETA) quedó desarticulado, pues dos de sus integrantes, Domingo Troitiño y Josefa Ernaga, fueron detenidos. Fue entonces cuando Juan Carlos Monteagudo, que ya había colaborado con ETA antes y que había abandonado la banda terrorista Terra Lliure por su renuncia a la vía violenta, se encargó de reorganizar el comando. Para ello, contó con Erezuma, que sería número dos del grupo.
Ya renovado, el comando perpetró, entre otros, dos grandes atentados: uno, el 8 de diciembre de 1990, con coche bomba contra un grupo de agentes del Cuerpo Nacional de Policía en Sabadell, y otro contra la casa cuartel de la Guardia Civil en Vich, el 29 de mayo de 1991. Entre los dos, hubo un total de dieciséis víctimas mortales. Juan José Zubieta Zubeldia, miembro también del comando Barcelona, aseguró tras ser detenido por la Guardia Civil que fue Monteagudo quien hizo detonar el coche bomba en Vich. Unos días antes del atentado de Sabadell, ETA había atentado con coche bomba contra el cuartel de la Guardia Civil en San Carlos de la Rápita, si bien no hubo víctimas mortales. Un día después del atentado de Vich, Erezuma, con Monteagudo, se enzarzó en un tiroteo con la Guardia Civil en la localidad de Llissá de Munt. Monteagudo murió en el momento, mientras que Erezuma, que por entonces era número dos, fallecería más tarde en el hospital a causa de las heridas. Según la documentación que se incautó a Monteagudo, Jordi Pujol, entonces presidente de la Generalidad de Cataluña, se contaba entre los objetivos del comando. El tercer miembro del comando, Juan José Zubieta Zubeldia, sí fue detenido, y sería condenado a más de mil años de prisión.